# Stoneova věta o reprezentaci
Stoneova věta o reprezentaci Booleových algeber říká, že každá Booleova algebra je izomorfní s určitým polem množin. Věta je základem k hlubšímu chápání Booleových algeber, které se objevilo v první polovině 20. století. Větu dokázal Marshall H. Stone, kterého k ní přivedlo studium spektrální teorie operátorů na Hilbertově prostoru.

## Stoneovy prostory
Ke každé Booleově algebře B existuje topologický prostor, zde označovaný S(B), její Stoneův prostor. Prvky S(B) jsou ultrafiltry v B nebo ekvivalentně homomorfismy z B do dvouprvkové Booleovy algebry. Na S(B) existuje topologie generovaná (uzavřenou) bází sestávající ze všech množin tvaru
{\displaystyle \{x\in S(B)\mid b\in x\},}
kde b je prvek B. To je topologie bodové konvergence sítě homomorfismů do dvouprvkové Booleovy algebry.
Pro každou Booleovu algebru B je S(B) kompaktní totálně nesouvislý Hausdorffův prostor; takové prostory se nazývají Stoneovy prostory (nebo profinitní prostory). Naopak v jakémkoli topologickém prostoru X tvoří kolekce jeho obojetných podmnožin (tj. současně uzavřených i otevřených podmnožin) Booleovu algebru.

## Věta o reprezentaci
Jednoduchá verze Stoneovy věty o reprezentaci říká, že každá Booleova algebra B je izomorfní s algebrou obojetných podmnožin příslušného Stoneova prostor S(B). Izomorfismus zobrazuje prvek b∈B do množiny všech ultrafiltrů, které b obsahují. To je obojetná množina kvůli volbě topologie na S(B) a protože B je Booleova algebra.
Po přeformulování do jazyka teorie kategorií věta říká, že existuje dualita mezi kategorií Booleových algeber a kategorií Stoneových prostorů. Tato dualita znamená, že kromě korespondence mezi Booleovými algebrami a jejich Stoneovými prostory, každý homomorfismus z Booleovy algebry A na Booleovu algebru B přirozeným způsobem odpovídá spojité funkci z S(B) do S(A), neboli že existuje funktor, který je ekvivalencí mezi kategoriemi. Jde o jeden z prvních příkladů netriviální duality kategorií.
Věta je speciálním případem Stoneovy duality, obecnějšího rámce duality mezi topologickými prostory a uspořádanými množinami.
Důkaz vyžaduje buď axiom výběru nebo jeho zeslabený tvar. Konkrétně je věta ekvivalentní s větou o booleovském prvoideálu považovanou za zeslabený axiom výběru říkající, že každá Booleova algebra má prvoideál.
Rozšíření klasické Stoneovy duality na kategorii booleovských prostorů (což jsou nularozměrné lokálně kompaktní Hausdorffovy prostory) a spojitá zobrazení dokázal G. D. Dimov; pro perfektní zobrazení H. P. Doctor.